# Дзялиндзян
Дзялиндзян (на китайски: 嘉陵江; на пинин: Jīalíng Jiāng) е река в Централен Китай, в провинции Гансу, Шънси и Съчуан, ляв приток на Яндзъ. С дължина 1119 km и площ на водосборния басейн 160 000 km² река Дзялиндзян води началото си на 1716 m н.в. от южните склонове на планината Цинлин, в югоизточната част на провинция Гансу. По цялото си протежение тече в южна посока през полупланински и хълмисти райони, през южните разклонения на Цинлин и североизточната част на Съчуанската котловина. Влива се отляво в река Яндзъ на 159 m н.в. в центъра на град Чунцин. Основни притоци: леви – Анхъ, Цандзяба, Дунхъ, Цюйдзян (дължина – 666 km, площ на водосборния басейн – 39 220 km²); десни – Юнинхъ (129 km, 2161 km²), Цинихъ, Сиханшуй (246 km, 10 103 km²), Байлундзян (576 km, 31 808 km²), Сихъ, Чаняндзу, Фудзян (665 km). Има ясно изразено лятно пълноводие в резултат от мусонните дъждове през сезона и зимно маловодие. По време на пълноводието нивото ѝ се повишава с 10 – 20 m. Средният годишен отток в долното течение на реката е 2100 m³/s, максималният – над 33 000 m³/s. Реката носи и отлага по бреговете си огромно количество наноси. Водите ѝ широко се използват за напояване, а долината ѝ е гъсто населена, като най-големите селища са градовете Гуанюан, Нанчун (начало на плавателния участък), Хъчуан, Бейпей, а в устието – Чунцин.